# 2010 FIFAワールドカップ・予選
2010 FIFAワールドカップの予選には、FIFAに加盟している208の国・地域のうち、パプアニューギニア、ブルネイ、ラオス、フィリピンを除く204の国・地域（開催国南アフリカを含む）がエントリーし、後に棄権したブータン、グアム、中央アフリカ、サントメ・プリンシペ、エリトリアを除いても過去最多となる199の国・地域が参加した。
なお、エチオピアは既に予選4試合を終えていた2008年10月にFIFAから予選除外処分を受けた。ワールドカップ予選は2007年8月25日にオセアニア地区の予備予選を兼ねる南太平洋大会のサッカー競技でスタート。各大陸予選の組み合わせ抽選は2007年11月25日にダーバンで行われた。
また、予選のグループリーグの順位決定方法は、前回ドイツ大会の予選では「勝ち点が並んだ場合は得失点差ではなく、当該チームの直接対決で上回ったほうが上位になる」方式であったが、今大会の予選ではドイツ本大会同様「勝ち点が並んだ場合は、グループリーグでの得失点差、グループリーグでの総得点、当該チームの直接対決の成績の順」という従来の順位決定方式に戻されている。

## 出場枠
|               | アフリカ (CAF) | 欧州 (UEFA) | 南米 (CONMEBOL) | 北中米カリブ海 (CONCACAF) | アジア (AFC) | オセアニア (OFC) | 合計 |
| 本大会 出場枠 | 6              | 13          | 4.5             | 3.5                       | 4.5          | 0.5              | 32   |

## 各大陸予選

### アフリカ予選
CAF出場枠 : 5 + 南アフリカ（開催国）
※ 今予選はアフリカネイションズカップ2010（於：アンゴラ）予選も兼ねるため、W杯開催国である南アフリカ共和国も参加する。
1次予選
参加51チーム中FIFAランキング下位6チームが2チームずつ直接対戦を行う。勝利した3チームと予備予選免除の45チームの合計48チームが2次予選に進出する。
2次予選
48チームが4チームずつ12グループに分かれてホーム・アンド・アウェー方式のリーグ戦を行い、各グループ1位の12チームとグループ2位のうち成績上位8チームの合計20チームが最終予選に進出する。（グループ4の南アフリカ共和国が首位で終わった場合、グループ4の2位チームが最終予選に進出する。）
3次予選（最終予選）
2次予選を勝ち抜いた20チームが4チームずつ5グループに分かれてホーム・アンド・アウェー方式のリーグ戦を行い、各グループ1位の5チームが本大会出場権を獲得する。
- 予選突破チーム

グループA - カメルーン
グループB - ナイジェリア
グループC - アルジェリア
グループD - ガーナ
グループE - コートジボワール

### 欧州予選
UEFA出場枠 : 13
予選リーグ
参加53チームを9グループに分けてホーム・アンド・アウエー方式で行う。各グループ首位の9チームが本大会出場権を獲得する。また、各グループ2位のうち成績上位8チームはプレーオフに回る。ただし、6チームが属する8つのグループは、グループ予選終了時の最下位チームとの対戦成績は加味されず、再計算によって成績が決められる。
欧州プレーオフ
予選リーグ各グループ2位中成績上位8チームがホーム・アンド・アウエー方式で戦う。勝者4チームが残り4つの本大会出場権を獲得する。
- 予選突破チーム

グループ1 - デンマーク
グループ2 - スイス
グループ3 - スロバキア
グループ4 - ドイツ
グループ5 - スペイン
グループ6 - イングランド
グループ7 - セルビア
グループ8 - イタリア
グループ9 - オランダ
プレーオフ - フランス,ポルトガル,スロベニア,ギリシャ

### 南米予選
CONMEBOL出場枠 : 4.5
予選リーグ（総当り）
参加10チームがホーム・アンド・アウェー方式の総当りで争われ、上位4チームが本大会に出場する。
大陸間プレーオフ
予選5位のチームは、北中米カリブ海予選4位のチームと大陸間プレーオフを行い、勝った場合にのみ本大会に出場する。
- 予選突破チーム

1位 - ブラジル
2位 - チリ
3位 - パラグアイ
4位 - アルゼンチン
- 大陸間プレーオフ進出チーム

5位 - ウルグアイ

### 北中米カリブ海予選
CONCACAF出場枠 : 3.5
1次予選
参加35チームのうちシード権を持たない下位22チームが、抽選による2チームの直接対決をホーム・アンド・アウエー方式で戦い、勝利した11チームが2次予選ラウンドへと進出する。
2次予選
1次予選で勝利した11チームとシード権を持つ上位13チームが2チームずつ直接対決をホーム・アンド・アウエー方式で戦い、勝利した12チームが3次予選ラウンドへ進出する。
3次予選
2次予選で勝利した12チームが4チームずつ3グループに分かれてホーム・アンド・アウェー方式の総当りリーグ戦を行い、各グループ上位2チームが4次予選ラウンド進出する。
4次予選（最終予選）
3次予選を勝ち抜いた6チームがホーム・アンド・アウェー方式の総当りリーグ戦を行い、上位3チームが本大会出場権を獲得する。
大陸間プレーオフ
最終予選4位のチームは、南米予選5位のチームと大陸間プレーオフを行い、勝った場合にのみ本大会に出場する。
- 予選突破チーム

1位 - アメリカ
2位 - メキシコ
3位 - ホンジュラス
- 大陸間プレーオフ進出チーム

4位 - コスタリカ

### アジア予選
AFC出場枠 : 4.5
1次予選
参加43チーム（後にグアム・ブータンの2チームが棄権）のうち、シード権を持たない38チームを成績上位のポットAと成績下位のポットBに分類し、2チームずつホーム・アンド・アウェー方式で対戦する。勝利した19チームのうち、ランキング下位8チームは2次予選を経由し3次予選に進出し、ランキング上位11チームは3次予選に直接進出する。
2次予選
第1ラウンド勝利チームのランキング下位8チームがランキングに従って4つのグループに分けられ、ホーム・アンド・アウェー方式で戦い、勝利した4チームが3次予選へ進出する。
3次予選
シード権を持つ5チーム、1次予選で勝利した11チーム、2次予選に回ったものの勝利した4チームの合計20チームが4チームずつ5グループに分かれてホーム・アンド・アウェー方式のリーグ戦を行い、各グループ上位2チームの合計10チームが最終予選に進出する。
4次予選
3次予選を勝ち抜いた10チームが5チームずつ2グループに分かれてホーム・アンド・アウェー方式のリーグ戦を行い、各グループ上位2チームの合計4チームが本大会出場権を獲得する。
5次予選
4次予選各グループ3位の2チームは、ホーム・アンド・アウェー方式のアジア地区プレーオフを行い、勝利チームは大陸間プレーオフに進出する。
大陸間プレーオフ
4次予選の勝利チームは、オセアニア予選1位のチームと大陸間プレーオフを行い、勝った場合にのみ本大会に出場する。
- 予選突破チーム

グループA - 1位：オーストラリア , 2位：日本
グループB - 1位：韓国 , 2位：北朝鮮
- 大陸間プレーオフ進出チーム

グループA・3位 - バーレーン

### オセアニア予選
OFC出場枠 : 0.5
1次予選
総合スポーツ大会である南太平洋大会のサッカー競技を兼ねてサモアで行われる。このためFIFA未加盟のツバルが競技に参加しており、一方でW杯予選参加10チームのうちニュージーランドがシード国として参加を免除される。5チームずつ2つのグループに分け、各グループ上位2チームずつ、合計4チームが決勝トーナメントに進出し、上位3チームが2次予選に進出する。ツバルが決勝トーナメントに進出した場合は、その他の3チームが自動的に2次予選進出となる。
2次予選（最終予選）
大陸選手権であるOFCネイションズカップの本大会を兼ねて、ニュージーランド及び1次予選を勝ち上がった3チームの合計4チームがホーム・アンド・アウェー方式のリーグ戦を行い、優勝チームが大陸間プレーオフに出場する。
大陸間プレーオフ
最終予選優勝チームは、アジア地区プレーオフの勝利チームと大陸間プレーオフを行い、勝った場合にのみ本大会に出場する。
- 大陸間プレーオフ進出チーム

1位 - ニュージーランド

## 大陸間プレーオフ
大陸間プレーオフはホーム・アンド・アウェー方式で行い、勝ち点の多いチームが本大会へ出場する。勝ち点が同数の場合総得点で、総得点も同数の場合アウェーゴールの数で決める。

### CONMEBOL/CONCACAF
2009年11月14日, サンホセ, コスタリカ - コスタリカ  0 - 1  ウルグアイ
2009年11月18日, モンテビデオ, ウルグアイ - ウルグアイ  1 - 1  コスタリカ
CONMEBOLのウルグアイが出場権を獲得。

### AFC/OFC
2009年10月10日, リファー, バーレーン -  バーレーン 0 - 0 ニュージーランド 
2009年11月14日, ウェリントン, ニュージーランド -  ニュージーランド 1 - 0 バーレーン 
OFCのニュージーランドが出場権を獲得。